# Димитар Бербатов
Димитар Иванов Бербатов (буг. Димитър Иванов Бербатов; Благоевград, 30. јануара 1981) јесте бивши бугарски фудбалер. Играо је на позицији нападача.

## Каријера
Његов отац Иван је такође био фудбалер и играо је за ЦСКА Софију, а мајка Маргарита је била рукометашица. Пореклом је из села Марикостиново код Петрича у Македонији.
Бербатов је фудбал почео да тренира у локалном клубу Пирину, за који је играо и његов отац. Ту су га приметили скаути ЦСКА, у чије редове прелази када му је било 17 година. Са постигнутих 14 голова у 27 утакмица, скреће пажњу на себе и постаје један од најтраженијих младих нападача. Лече је било заинтересовано за њега и када се чинило да је све договорено, трансфер је пропао. Остаје још једну полусезону у Бугарској у којој постиже 11 голова. У јануару 2001. Бербатов потписује уговор са Леверкузеном.
У првим мечевима у дресу Леверкузена није био претерано ефикасан, на 67 утакмица 16 пута се уписао у стрелце. Велики допринос је дао пласману свога тима у финале Лиге шампиона 2002. у којем су поражени од Реала. Сјајну партију је пружио против Лиона, а био је стрелац и у мечу четвртфинала против Ливерпула. У финалу је ушао у игру у 38. минуту уместо Томаса Брдарића.
У Тотенхем прелази 1. јула 2006. уз обештећење од 16 милиона евра. На дебију против Шефилд јунајтеда постиже гол. У шпицу напада играо је у тандему са Робијем Кином.
После много нагађања око тога где ће наставити каријеру 1. септембра 2008. прелази у Манчестер јунајтед. Манчестер јунајтед је за њега платио 38,85 милиона евра и у Тотенхем је отишао Фрејзер Кембел на једногодишњу позајмицу. Бербатов је на дебију против Ливерпула асистирао Карлосу Тевезу.
Јануара 2014. прелази у ФК Монако, а септембра 2015. прелази у ПАОК.

## Репрезентација
- За сениорску репрезентацију Бугарске је одиграо 78 утакмица и постигао 48 голова.

За репрезентацију је дебитовао 17. новембра 1999. против Грчке а први гол је постигао 13. фебруара 2000. године против Чилеа

## Трофеји и награде

### ЦСКА
- Куп Бугарске: 1999.

### Тотенхем
- Енглески Лига куп: 2008.

### Манчестер
- Премијер лига: 2008/09.
- Енглески Лига куп: 2009.
- Светско клупско првенство: 2008.